# Toppfrys
Toppfrys är ett svenskt livsmedelsföretag som producerar djupfryst mat. Nuförtiden tillverkar företaget främst frysta ärtor. Företaget ägs sedan 2018 av Nomad Foods.

## Historik
Toppfrys grundades 1969 av Carl Axel Topp varefter fabriken i Brålanda började byggas. År 1973 byggs ytterligare en fabrik i Lidköping. År 1986 öppnades en fabrik i Klinte. År 1988 gick Carl Axel Topp i pension.
Under 1990 avvecklades fabrikerna i Lidköping och Klinte och produktionen koncentrerades till Brålanda.
I maj 1991 begärdes Toppfrys i konkurs. Därefter genomgick Toppfrys ett antal konkurser, återstarter, ägarbyten och omorganisationer i ett par decennier.
- I juni 1991 köptes Toppfrys i Brålanda av Skånska Lantmännen och Four Seasons Venture Capital som bildar bolaget "Nya Toppfrys".[3]
- 1991 köpte Nya Toppfrys Foodias anläggning i Staffanstorp.
- I januari 1991 ställde Nya Toppfrys in betalningarna, men kunde snart räddas genom kapitaltillskott.[4]
- 1992 lades fabriken i Staffanstorp ner.
- Sommaren 1994 försätts Nya Toppfrys i Staffanstorp i konkurs.[5]
- På 1990-talet ombildas Toppfrys som Topp Livsmedelsprodukter.
- 1997 köptes företaget av Atle.
- 2000 säljer Atle sitt innehav till åländska Chips Oy.[6]
- 2005 köps Chips Oy av norska Orkla.[7][8]
- 2007 lade Orkla ner företaget.[9]
- 2008 startades företaget igen av svenska entreprenörer.[10]
- 2010 försattes företaget i konkurs.[11]

År 2011 återstartas företaget med lokala ägare, inklusive Joakim Bratell som blev vd. Därefter fokuserade Toppfrys på produktion av bland annat ärtor för butikernas egna varumärken.
Efter att Nomad Foods lagt ner Findus fabrik i Bjuv tog Toppfrys även över tillverkningen av Findus ärtor. I mars 2018 tog Nomad Foods genom Findus AB kontroll över 60 procent av bolaget. Det ökades till 81 procent vid årets utgång. I mars 2020 blev Toppfrys ett helägt dotterbolag till Nomad Foods.